# Lacinipolia stricta
Lacinipolia stricta är en fjärilsart som beskrevs av Walker 1865. Lacinipolia stricta ingår i släktet Lacinipolia och familjen nattflyn. Inga underarter finns listade i Catalogue of Life.